# Porcellio toyamaensis
Porcellio toyamaensis is een pissebed uit de familie Porcellionidae. De wetenschappelijke naam van de soort is voor het eerst geldig gepubliceerd in 1980 door Nunomura.